# Акты Московского государства 1557 года
Царствование: 1533—1584 — Иван IV Васильевич Грозный

## Акты Московского государства 1557 года
- 3 февраля — жалованная кормленная грамота царя Ивана Васильевича Сухово-Кобылину Василию Константиновичу на город Кобылье Городище в Псковской земле  с корчмой и пятном, с продлением ок. 1558 "сряду на другой год" с Соборного воскресенья (27 февраля) 1558 до Соборного воскресенья (12 февраля) 1559 года.
- 4 февраля — послушная грамота Кашинского уезда села Розмесово крестьянам, по случаю пожалования их в отчину Сретенскому женскому монастырю.
- 14 марта — царская грамота Кашинским и Бежецкого Верха Ивановского погоста таможенникам, о не взымании померной, роговой и пятинной пошлин с хлеба и скота, покупаемых на обиход Кирилло-Белозерского монастыря.
- 19 марта — жалованная данная грамота Ивана Васильевича Потёмкину Ивану Тарасьевичу на село Воротышино с деревнями в Буегородском стане Смоленского уезда (акт фальцифицирован).
- 21 марта — ввозная грамота дьяков Щёкина Бориса Алексеевича и Дубровского Казарина Юрьевича Перхурову Никите Григорьевичу на жеребий деревни Монастырь в Высоцком Никольском погосте Шелонской пятины.
- 23 ноября — указная грамота царя Ивана Васильевича  (Поместной избы) в Тулу засечному приказчику Скобелеву Ивану об отделе Сухотину Третьяку Истомину, Королевским: Фёдору и Василию в поместье деревню Тимонино в Черепецком стане Тульского уезда.